# En Classe
En Classe est une application iPadOS et macOS développée par Apple Inc. Elle permet aux enseignants de créer une classe pour partager des activités aux élèves. Il est possible de partager des fichiers. L'application fonctionne en pair avec l'application "Pour l'ecole".

## Histoire
L’application est présentée lors de la Keynote pour l’éducation le 21 mars 2016.
La version 2 de l'application ajoute le partage de liens et de documents via AirDrop, la gestion des autorisations de AirPlay, la fonction Vue de l'écran et la réduction au silence d'un iPad sélectionné.
L'application comprend également une fonction de partage permettant à plusieurs étudiants d'avoir la même tablette.

## Pour l’école
Pour l’école est une application complémentaire à Classroom, annoncée lors de l'événement d'Apple en mars 2018. L'application sort en juin 2018. Elle permet aux enseignants de partager des documents, des liens et des devoirs... Cela permet d'avoir un suivis des élèves.
L'application permet de suivre les écrans des élèves. permet aux développeurs de créer des liens vers des fonctions spécifiques dans leur application, que les enseignants peuvent ensuite attribuer aux étudiants.

## Voir Plus

### Logiciel Concurrent
- Google Classroom